# Тестор
Те́стор (грец. Thestor):
- батько Калханта, Левкіпп и й Теоної. Теоною викрали морські розбійники і продали карійському цареві Ікару, який одружився з нею. Тестор вирушив на розшуки дочки, але його теж зловили розбійники і привезли до Ікара в Карію, де він, невпізнаний дочкою, став рабом у палаці. Друга дочка Т. Левкіппа, переодягнувшись у юнака, в пошуках батька та сестри також прибула в палац Ікара. Теоноя закохалася в юнака і, не зустрівши взаємності, наказала рабові вбити його. Зрештою дочки та батько впізнали одне одного і щасливо повернулися додому;
- син Енопа, троянець, якого вбив Патрокл.